# Mike Piazza
Michael Joseph "Mike" Piazza (nació el 4 de septiembre de 1968 en Norristown, Pensilvania) es un exjugador de béisbol ítalo-estadounidense que actuó como receptor en las Grandes Ligas de Béisbol. En su carrera jugó para Los Angeles Dodgers, Florida Marlins, New York Mets, San Diego Padres y Oakland Athletics. El 6 de enero de 2016 fue escogido como miembro del Salón de la Fama de Cooperstown con más del 83% de los votos

## Carrera en Grandes Ligas

### Los Angeles Dodgers y Florida Marlins
Luego que su padre le pidiera a Lasorda que eligiera a Piazza como favor, los Dodgers lo seleccionaron en la vuelta 62 del Draft de 1988 de la MLB. Lasorda le recomendó a Piazza que abandonara la primera base donde jugaba y que aprendiera a jugar en la receptoría para aumentar sus posibilidades de alcanzar las Grandes Ligas, ayudándolo a asistir a un entrenamiento especial para receptores en la República Dominicana. A pesar de la críticas por los privilegios que recibía por su relación con Lasorda, Piazza se convirtió en un excelente bateador, especialmente como cátcher. Su debut en las Mayores se produjo con los Dodgers en la temporada de 1992, participando en 21 partidos ese año. Luego ganaría, en 1993, el premio como Novato del Año de la Liga Nacional.
En 1996, Piazza bateó para .336, con 36 cuadrangulares y 105 carreras impulsadas, finalizando segundo en la votación por el MVP, detrás de Ken Caminiti.
La mejor temporada con los Dodgers fue la de 1997, cuando finalizó nuevamente segundo en la votación por el MVP, luego de promediar .362, con 40 cuadrangulares, 124 impulsadas y un slugging de .638.
Jugó en total seis temporadas para los Dodgers, hasta que fue transferido a los Florida Marlins el 15 de mayo de 1998. Piazza y Todd Zeile fueron a los Marlins a cambio de Gary Sheffield, Charles Johnson, Bobby Bonilla, Manuel Barrios y Jim Eisenreich.

### New York Mets

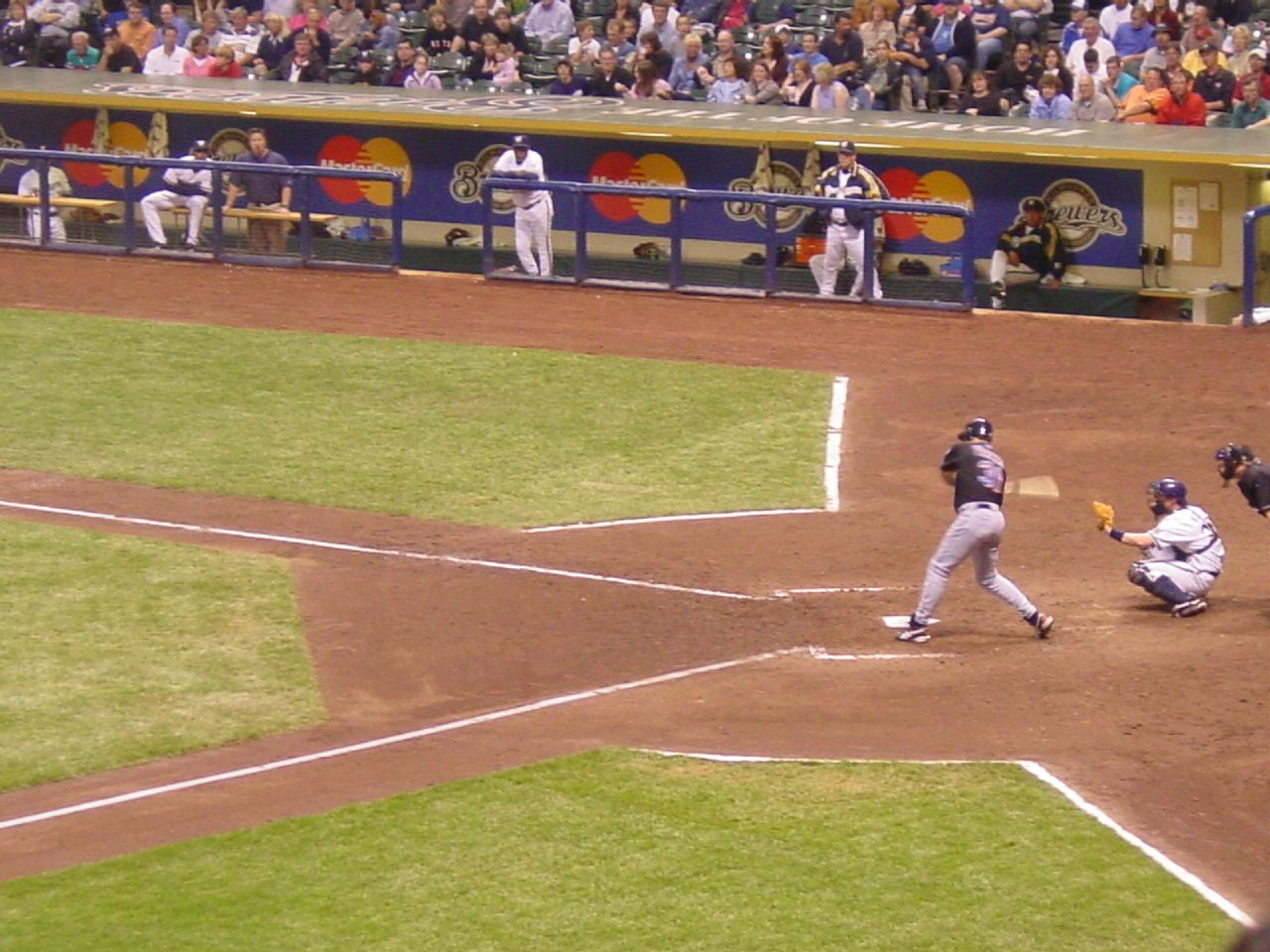
Piazza al bate frente a los Milwaukee Brewers.

Una semana más tarde los Marlins traspasaron a Piazza a los New York Mets a cambio de Preston Wilson, Ed Yarnall y Geoff Goetz. A pesar de los estelares números de Piazza, los Mets se perdieron la postemporada de 1998 por un partido. Luego, Piazza contribuiría a la participación de los Mets en dos postemporadas consecutivas (1999 y 2000) por única vez en la historia del equipo. La segunda de ellas provocó el título de los Mets en la Liga Nacional y su presencia en la Serie Mundial, donde perdieron contra los Yankees en cinco partidos. Los cinco partidos se decidieron por dos carreras o menos, algo que no ocurría en la Serie Mundial por casi 70 años.
El 21 de septiembre de 2001, diez días después de los atentados terroristas del 11 de septiembre, los Mets se enfrentaron a los Atlanta Braves en el Shea Stadium, en el primer evento deportivo profesional que se efectuaba en Nueva York desde la tragedia. Con los Mets en desventaja 2-1 y un hombre en base en el final del octavo inning, Piazza conectó el que es considerado el cuadrangular más importante de su carrera, para impulsar dos carreras frente al relevista de los Braves Steve Karsay y poner a los Mets 3-2 asegurando la victoria. La trascendencia “espiritual” de este jonrón lo ha llevado a ser considerado como uno de los mejores momentos de la historia de las Grandes Ligas

### San Diego Padres y Oakland Athletics
Luego de la temporada del 2005, Piazza quedó como agente libre y firmó un contrato de un año con los San Diego Padres el 29 de enero de 2006. Con los Padres, Piazza promedió para .283 con 22 jonrones contribuyendo a la título divisional ganado por San Diego. El 21 de julio de 2006, conectó su hit número 2,000 en las Mayores.
El 8 de diciembre de 2006, firmó, con los Oakland Athletics, su último contrato (por una temporada) como jugador profesional.
Solo otros nueve jugadores han conectado 400 cuadrangulares con un promedio superior a .300 sin haberse ponchado más de 100 veces en una temporada regular (Ted Williams, Stan Musial, Lou Gehrig, Mel Ott, Hank Aaron, Babe Ruth, Vladimir Guerrero, Albert Pujols y Chipper Jones).

### Marcas destacadas
- En 1993, conectó 35 jonrones, implantando un nuevo récord de más jonrones conectados por un receptor novato (la anterior marca era de Matt Nokes con 32).
- Fue seleccionado como MVP del Juego de Estrellas de 1996, luego de batear de 3-2 con un doble, un jonrón y dos carreras impulsadas, en el Veterans Stadium de Filadelfia.
- Sus 40 cuadrangulares de 1997 y 1999 son la tercera mejor marca de la historia para un receptor, solamente inferiores a las de Todd Hundley (41) Javi López (43).y Salvador Pérez quien conecto (46) (2021)
- Su promedio ofensivo de .362 en 1997, es el más elevado de la historia para un receptor de la Liga Nacional, empatando el récord de las Mayores, impuesto en 1936, por Bill Dickey de los New York Yankees.
- Los 201 hits que conectó en 1997, son la mayor cantidad lograda por un jugador utilizado como receptor en 130 o más partidos.
- Conectó el jonrón más largo de la historia en el Astrodome, estimado en 480 pies.
- Empató, en el año 2000, el récord de los Mets de 3 jonrones con bases llenas en una temporada.
- Piazza, Derek Jeter y Bernie Willians son los únicos jugadores de la historia en conectar jonrones en la Serie Mundial tanto en el Yankee Stadium como en el Shea Stadium.
- Impuso un récord para las Mayores al ganar 10 veces consecutivas el Silver Slugger Award, dado anualmente al mejor jugador ofensivo de cada posición.
- Fue nombrado novato del año (Rockie of the Year) en 1993.
- Lideró la votación para el Juego de Estrellas en 1996, 1997 y 2000.
- Conectó más de 30 cuadrangulares durante ocho temporadas consecutivas (1995-2002). Tuvo en total nueve temporadas de más de 30 jonrones.
- promedió .300 o más en nueve temporadas consecutivas (1993-2001)
- Conectó su cuadrangular número 400 el 26 de abril del 2006, frente al lanzador de los Arizona Diamondbacks, Jose Valverde.
- El 21 de julio de 2006, arribó a la marca de 2,000 hits, cuando conectó un doble frente a Matt Cain, pitcher de los San Francisco Giants.

## Selección nacional
Piazza disputó el Clásico Mundial de Béisbol 2006 con la selección de béisbol de Italia. Posteriormente colaboró con el equipo nacional como miembro del cuerpo de entrenadores.

## Propietario de Reggiana
Entre 2016 y 2018 fue propietario del club de fútbol italiano Associazione Calcio Reggiana 1919 de la ciudad de Reggio Emilia, que en la época militaba en la Lega Pro. Se retiró del club tras declararlo en bancarrota.